# Bel (Sprachfamilie)
Bel ist der Name einer Gruppe von austronesischen Sprachen in der Madang-Provinz von Papua-Neuguinea. Gelegentlich wird auch die anderweitig als Gedaged bekannte Sprache als Bel bezeichnet. Die Bel-Sprachen gehören zur malayo-polynesischen Untergruppe der austronesischen Sprachfamilie.
Sprachen die zur Bel-Gruppe gehören (Angaben zu Sprecherzahlen):
- Takia, 20.000 Sprecher auf der Südhälfte von Karkar, Bagabag und einigen Küstendörfern der Madang Province
- Marik, 3.500 Sprecher in zehn Dörfern im Madang-Distrikt am Gogol River
- Gedaged, 2.764 Sprecher in der Astrolabe Bay und Küstendörfern um Madang. Gedaged, auch als Bel bezeichnet, hat als Kirchensprache der heutigen Evangelisch-Lutherische Kirche von Papua-Neuguinea über den Kreis der Muttersprachler hinaus Bedeutung.
- Weitere Sprachen mit unter eintausend Sprechern sind Bilbil, Matukar, Mindiri, Awad Bing und Wab.

Sprachcode nach ISO 639-2: map. Es handelt sich um einen gemeinsamen Sprachcode, unter dem mehrere austronesische Sprachen zusammengefasst sind.
Fast alle Bel-Sprecher sprechen zumindest auch die Verkehrssprache Tok Pisin fließend.
Möglicherweise durch den engen Kontakt mit benachbarten Sprechern von Papua-Sprachen hat sich bei den Bel-Sprachen der Satzbau von der für andere Sprachen der Sprachfamilie üblichen Subjekt-Verb-Objekt- (SVO-) zur Subjekt-Objekt-Verb-Reihenfolge (SOV) verändert.